# Eugalta albimarginalis
Eugalta albimarginalis är en stekelart som först beskrevs av Tohru Uchida 1928.  Eugalta albimarginalis ingår i släktet Eugalta och familjen brokparasitsteklar. Inga underarter finns listade i Catalogue of Life.